# Colegio Universitario José Lorenzo Pérez Rodríguez
El Colegio Universitario José Lorenzo Pérez Rodríguez (CUJLPR) fue un institución universitaria de Venezuela, cotutelada por el Ministerio del Poder Popular para la Educación Universitaria, Ciencia y Tecnología, cuya sede principal se encontraba ubicada en la Urbanización La Urbina, Parroquia Leoncio Martínez, Municipio Sucre, al este del centro geográfico de la Gran Caracas. Fue fundada el 26 de julio de 1984 y disuelta el 27 de febrero de 2018 tras la creación de la Universidad Nacional Experimental de la Gran Caracas.

## Historia
El 5 de mayo de 1965 nació el Instituto Nacional de Psiquiatría Infantil (INAPSI) como organismo dependiente de la Dirección de Salud Pública, División de Higiene Mental del Ministerio de Sanidad y Asistencia Social, el cual se proyectó como un prestigioso centro dedicado a la especialización de médicos venezolanos y a la capacitación de personal docente en el desarrollo de actividades clínicas, de docencia y de investigación.
Posteriormente, cambia su nombre por el de Colegio Universitario INAPSI, según decreto presidencial N° 215 del 26 de julio de 1984, publicado en la Gaceta Oficial N° 33027 de la misma fecha. Su objetivo para ese momento, era la constitución de una institución que se encargará de la formación de personal capacitado para atender a las necesidades de una población infantil con trastornos psicológicos.
El 4 de junio de 1992, según el decreto presidencial N° 1598, el Colegio Universitario INAPSI cambió su nombre por el de Colegio Universitario Profesor José Lorenzo Pérez Rodríguez.
El 2 de noviembre de 1992, según resolución N° 1001, y publicado en Gaceta Oficial N° 35.090, de fecha 12 de noviembre de 1992, se autorizó al Colegio Universitario José Lorenzo Pérez Rodríguez ofertar las carreras de turismo, hotelería, administración de personal, publicidad y mercadeo.
El CUPJLPR  se incorporó al nuevo aprendizaje y desarrollo en 2008 de los PNF en Educación Superior, mediante Resolución N° 2.963, publicada en Gaceta Oficial N° 38.930 con fecha del 14 de mayo de 2008.

## Carreras
- Administración:
  - De personal.
  - Mercadeo.
  - Publicidad.
- Educación especial.
- Hotelería.
- Turismo.